# Saláta Kornél
Saláta Kornél (Garamkövesd, 1985. január 24. –) szlovákiai magyar labdarúgó.

## Pályafutása

### Klubcsapatokban
Saláta a 2005–2006-os szlovák labdarúgó-bajnokságban debütált a Matador Púchov csapatánál, majd miután kiesett a csapat az élvonalból a 2006–07-es idényre az FC Petrzalka csapatához került, ahol egyszer adták kölcsön 2007-ben az FK Dukla Banská Bystrica csapatának, a 2007–08-as idényt már újra a pozsonyi csapatnál töltötte, abban a szezonban megnyerték a bajnokságot és a kupát is. 2009-ben aláírt a szintén pozsonyi Slovan Bratislava csapatához, ahol megnyerték ugyanebben az évben a szlovák szuperkupát, majd a 2009–10-es kiírásban a szlovák kupát is.

### A válogatottban
2008. május 24-én debütált a szlovák válogatottban egy Svájc elleni barátságos mérkőzésen. Vladimír Weiss a szlovákok szövetségi kapitánya behívta a 2010-es labdarúgó-világbajnokság szlovák keretébe, a világbajnokságon Saláta 83 percet játszott a Paraguay elleni csoportmeccsen.
Azóta még két alkalommal volt válogatott, 2013-ban egy vb-selejtezőn Lettország ellen, valamint egy Eb-selejtezőn Macedónia ellen.
Saláta Kornél eddig 40-szer öltötte magára a szlovák válogatott mezét, két gólt szerzett. Részt vett a 2016-os labdarúgó-Európa-bajnokságon is.

#### Góljai a szlovák válogatottban
| #  | Dátum             | Ellenfél   | Eredmény | Kiírás       | Esemény |
| -- | ----------------- | ---------- | -------- | ------------ | ------- |
| 1. | 2013. október 15. | Lettország | 2 – 2    | Vb-selejtező | 16'     |
| 2. | 2015. június 14.  | Macedónia  | 2 – 1    | Eb-selejtező | 8'      |

## Magánélete
A felvidéki Garamkövesden született, beszél magyarul és szlovákul is.